# آئوگی بلانت
آئوگی بلانت (به انگلیسی: Augie Blunt) (زاده ۱۷ اوت ۱۹۲۹-درگذشته ۲ مهٔ ۱۹۹۹) بازیگر آمریکایی بود.
از فیلم‌های معروف او می‌توان به بازی در روح اشاره کرد.